# Blang Beururu
Blang Beururu is een bestuurslaag in het regentschap Bireuen van de provincie Atjeh, Indonesië. Blang Beururu telt 235 inwoners (volkstelling 2010).